# Byasa nevilli
Byasa nevilli är en fjärilsart som först beskrevs av Wood-mason 1882.  Byasa nevilli ingår i släktet Byasa och familjen riddarfjärilar. Inga underarter finns listade i Catalogue of Life.